# سسکیا آلوسالو
ساسکیا الوسالو (زادهٔ ۱۴ آوریل ۱۹۹۴) اسکیت‌باز سرعت اهل استونی است. الوسالو نمایندهٔ استونی در المپیک زمستانی ۲۰۱۸ در شهرستان پیونگ‌چانگ بود.
در جام جهانی فصل ۲۰۱۷/۱۸ در کلگری، الوسالو بهترین نتیجهٔ دوران حرفه‌ای خود را تا آن زمان کسب کرد؛ جایی که در رقابت شروع گروهی به مقام چهارم رسید. او از همان ابتدا حمله کرد و از گروه اصلی فاصله گرفت، تا اینکه سه ورزشکار دیگر، از جمله کلودیا پکشتاین که در نهایت قهرمان شد، به او رسیدند و از او پیشی گرفتند.
الوسالو پرچمدار استونی در مراسم افتتاحیه المپیک زمستانی ۲۰۱۸ بود.
او چندین رکورد ملی را در اختیار دارد.
در اوت ۲۰۲۱، با وجود اینکه در حال آماده‌سازی برای شرکت در المپیک زمستانی ۲۰۲۲ در پکن بود، اعلام کرد که از دنیای اسکیت سرعت خداحافظی می‌کند. او گفت که می‌خواهد بیشتر بر زندگی شخصی خود تمرکز کند و دیگر توان تحمل فشارهای جسمانی این ورزش را ندارد. در کنار تحصیل در رشته فیزیوتراپی در دانشگاه تارتو، او مدرک مربیگری نیز دریافت کرده است تا در آینده در این زمینه فعالیت کند.